# Confia: Sonhos de Cria
Confia: Sonho de Cria é um filme brasileiro de 2025, do gênero comédia musical com direção de Fabio Rodrigo e roteiro assinado por Fabrício Santiago, Pedro Alvarenga e Renata Sofia sob supervisão de Rosane Svartman. Produzido pelo  Núcleo de Filmes dos Estúdios Globo em parceria com o Globoplay, o filme foi lançado em 8 de fevereiro de 2025 no streaming.
Estrelado por MC Cabelinho, a trama acompanha um entregador de lanches que sonha em se tornar uma estrela do trap e, para isso, terá que fingir ser outra pessoa. Malía, Camilla de Lucas, Rejane Faria e Daniel Rocha completam o elenco principal.

## Sinopse
Nando é entregador em uma lanchonete de Copacabana e tem o sonho de se tornar uma estrela do trap, embora as oportunidades sejam escassas. Sua vida muda quando ele conhece Jaque, uma jovem que aprendeu desde cedo a se virar para sobreviver, nem sempre pelos meios mais convencionais. Confiando no talento de Nando, Jaque decide, à sua maneira, ajudá-lo a se lançar como artista.

## Elenco
- MC Cabelinho como Fernando Oliveira (Nando/Donan)
- Malía como Jaqueline Ramos Santos (Jaque)
- Daniel Rocha como Eduardo Carvalho (Dudu)
- Rejane Faria como Dona Mirtes Oliveira
- Camilla de Lucas como Andressa Bezerra
- Julia Stockler como Estela Albuquerque
- Saulo Arcoverde como Otto Amaral
- Amir Haddad como Carlos Carvalho
- MD Chefe como Bonito
- Ruan Aguiar como Marcos (Marcão)
- Pedro Guilherme como Fábio (Paçoca)
- Diego Francisco como Sem Talento
- Jade Sassará como Beyonce Beatriz
- Davi Queiroz como Cauã
- Polly Marinho como Ana Carolina
- L7nnon como ele mesmo
- Azzy como ela mesma
- Poze do Rodo como ele mesmo
- Delacruz como ele mesmo